# مارک کوپولا (بازیگر)
مارک کوپولا (به انگلیسی: Marc Coppola) بازیگر و دی‌جی آمریکایی است. او برادر نیکلاس کیج و کریستوفر کوپولا و همچنین فرزند آگوست کوپولا است. از فیلم‌هایی که او در آن بازی کرده‌است، می‌توان به بوسه خون‌آشام اشاره کرد.